# Roumanie aux Jeux olympiques d'hiver de 1968
Cet article contient des informations sur la participation et les résultats de la Roumanie aux Jeux olympiques d'hiver de 1968, qui ont eu lieu à Grenoble en France. L'équipe de bob à deux en bobsleigh composée de Ion Panțuru et Nicolae Neagoe remporte la première et la seule médaille de la Roumanie aux Jeux olympiques d'hiver. 

## Médailles
| Médaille | Nom                        | Sport     | Épreuve    |
| -------- | -------------------------- | --------- | ---------- |
| Bronze   | Ion Panțuru Nicolae Neagoe | Bobsleigh | Bob à deux |

## Résultats

### Biathlon
| Épreuve | Athlète             | Temps             | Pénalités | Temps ajusté 1    | Rang |
| ------- | ------------------- | ----------------- | --------- | ----------------- | ---- |
| 20 km   | Nicolae Bărbășescu  | 1 h 24 min 05 s 3 | 4         | 1 h 28 min 05 s 3 | 29   |
| 20 km   | Gheorghe Cimpoia    | 1 h 25 min 36 s 5 | 1         | 1 h 26 min 36 s 5 | 23   |
| 20 km   | Vilmoș Gheorghe     | 1 h 20 min 07 s 3 | 6         | 1 h 26 min 07 s 3 | 22   |
| 20 km   | Constantin Carabela | 1 h 22 min 52 s 2 | 0         | 1 h 22 min 52 s 2 | 14   |

| Athlètes                                                                | Manche    | Manche            | Manche |
| Athlètes                                                                | Manqués 2 | Temps             | Rang   |
| ----------------------------------------------------------------------- | --------- | ----------------- | ------ |
| Gheorghe Cimpoia Constantin Carabela Nicolae Bărbășescu Vilmoș Gheorghe | 4         | 2 h 25 min 39 s 8 | 7      |

### Bobsleigh
| Traîneau | Athlètes                      | Épreuve    | Manche 1      | Manche 1 | Manche 2      | Manche 2 | Manche 3      | Manche 3 | Manche 4           | Manche 4 | Total              | Total |
| Traîneau | Athlètes                      | Épreuve    | Temps         | Rang     | Temps         | Rang     | Temps         | Rang     | Temps              | Rang     | Temps              | Rang  |
| -------- | ----------------------------- | ---------- | ------------- | -------- | ------------- | -------- | ------------- | -------- | ------------------ | -------- | ------------------ | ----- |
| ROU-1    | Ion Panţuru Nicolae Neagoe    | Bob à deux | 1 min 10 s 20 | 2        | 1 min 11 s 62 | 6        | 1 min 11 s 31 | 7        | 1 min 11 s 33      | 4        | 4 min 44 s 46      | 3     |
| ROU-2    | Romeo Nedelcu Gheorghe Maftei | Bob à deux | –             | –        | –             | –        | –             | –        | N'ont pas terminés | –        | N'ont pas terminés | –     |

| Traîneau | Athlètes                                                    | Épreuve      | Manche 1      | Manche 1 | Manche 2      | Manche 2 | Total         | Total |
| Traîneau | Athlètes                                                    | Épreuve      | Temps         | Rang     | Temps         | Rang     | Temps         | Rang  |
| -------- | ----------------------------------------------------------- | ------------ | ------------- | -------- | ------------- | -------- | ------------- | ----- |
| ROU-1    | Ion Panţuru Petre Hristovici Gheorghe Maftei Nicolae Neagoe | Bob à quatre | 1 min 10 s 59 | 6        | 1 min 07 s 55 | 3        | 2 min 18 s 14 | 4     |

### Hockey sur glace

#### Premier tour
Allemagne de l'Ouest -  Roumanie  7-0 (1-0, 3-0, 3-0)

Buteurs: Gustav Hanig 2, Alois Schloder, Ernst Kopf, Otto Schneitberger, Horst Meindl, Heinz Weisenbach.
En perdant ce match, la Roumanie se qualifie pour le tour de consolation. 

#### Tour de consolation
Les équipes de ce groupe jouent la 9e à 14e place.
| Rang | Équipe      | PJ | V | D | N | BP | BC | Pts |
| ---- | ----------- | -- | - | - | - | -- | -- | --- |
| 9    | Yougoslavie | 5  | 5 | 0 | 0 | 33 | 9  | 10  |
| 10   | Japon       | 5  | 4 | 1 | 0 | 27 | 12 | 8   |
| 11   | Norvège     | 5  | 3 | 2 | 0 | 15 | 15 | 6   |
| 12   | Roumanie    | 5  | 2 | 3 | 0 | 22 | 23 | 4   |
| 13   | Autriche    | 5  | 1 | 4 | 0 | 12 | 27 | 2   |
| 14   | France      | 5  | 0 | 5 | 0 | 9  | 32 | 0   |

 Roumanie –  Autriche 3-2 (2-1, 1-1, 0-0)

Buteurs: Fagarasi, Calamar, Mois – Schupp, Samonig.
 France –  Roumanie 3-7 (0-2, 0-2, 3-3)

Buteurs: Itzicsohn, Mazza, Lacarriere – Iuliu Szabo 2, Florescu 2, Pana, Geza Szabo, Stefan.
 Japon –  Roumanie 5-4 (3-0, 1-3, 1-1)

Buteurs: Hikigi 2, Araki, Itoh, Kudo – Florescu, Pana, Mois, Ionescu.
 Norvège –  Roumanie 4-3 (2-2, 1-1, 1-0)

Buteurs: Bergeid, Olsen, Syversen, Mikkelsen – Pana, Iuliu Szabo, Czaka.
 Yougoslavie –  Roumanie 9-5 (5-3, 1-1, 3-1)

Buteurs: Roman Smolej 2, Tisler 2, Felc 2, Ivo Jan, Hiti, Jug – Iuliu Szabo 2, Tekei, Florescu, Geza Szabo.

#### Effectif
12. ROUMANIE

Gardiens de but: Constantin Dumitras, Mihai Stoiculescu

Défenseurs: Ion Stefan Ionescu, Zoltan Czaka, Dezideriu Varga, Zoltan Fogaras, Răzvan Schiau

Attaquants: Geza Szabo, Iulian Florescu, Alexandru Kalamar, Gyula Szabo, Eduard Pana, Ion Gheorghiu, Stefan Texe, Ion Basa, Aurel Mois, Valentin Stefanov

### Patinage artistique

#### Femmes
| Athlète         | FI | PL | Points | Places | Rang |
| --------------- | -- | -- | ------ | ------ | ---- |
| Beatrice Hustiu | 31 | 20 | 1457,2 | 257    | 29   |

### Ski alpin

#### Hommes
| Athlète        | Épreuve      | Manche 1      | Manche 1 | Manche 2      | Manche 2 | Total         | Total |
| Athlète        | Épreuve      | Temps         | Rang     | Temps         | Rang     | Temps         | Rang  |
| -------------- | ------------ | ------------- | -------- | ------------- | -------- | ------------- | ----- |
| Dorin Munteanu | Descente     |               |          |               |          | 2 min 22 s 53 | 65    |
| Dan Cristea    | Descente     |               |          |               |          | 2 min 18 s 52 | 62    |
| Dorin Munteanu | Slalom géant | 1 min 55 s 78 | 55       | 1 min 59 s 18 | 60       | 3 min 54 s 96 | 55    |
| Dan Cristea    | Slalom géant | 1 min 54 s 66 | 52       | 1 min 56 s 98 | 50       | 3 min 51 s 64 | 49    |

#### Slalom hommes
| Athlète        | Manche 1 | Manche 1   | Manche 2 | Manche 2 | Finale         | Finale       | Finale         | Finale       | Finale        | Finale       |
| Athlète        | Temps    | Rang       | Temps    | Rang     | Temps Manche 1 | Rang         | Temps Manche 2 | Rang         | Total         | Rang         |
| -------------- | -------- | ---------- | -------- | -------- | -------------- | ------------ | -------------- | ------------ | ------------- | ------------ |
| Dorin Munteanu | 57 s 72  | 5          | 56 s 05  | 3        | Non qualifié   | Non qualifié | Non qualifié   | Non qualifié | Non qualifié  | Non qualifié |
| Dan Cristea    | 53 s 75  | 2 Qualifié | –        | –        | 56 s 10        | 39           | 57 s 23        | 26           | 1 min 53 s 33 | 25           |

## Référence
- (en) Cet article est partiellement ou en totalité issu de l’article de Wikipédia en anglais intitulé « Romania at the 1968 Winter Olympics » (voir la liste des auteurs).